# 克莉斯汀·帕斯卡爾
克莉斯汀·帕斯卡爾（法語：Christine Pascal；1953年11月29日—1996年8月30日） ，法國女演員。

## 生平
出生於里昂，1974年開始從影。1976年獲得了凱撒電影獎最佳女配角提名。1984年開始任導演，並於1992年贏得路易·德呂克獎最佳導演。
帕斯卡爾本身有多次自殺紀錄，及後被確定患精神病。1996年於巴黎一家精神病院跳下樓，自殺身亡，終年42歲。遺體被安葬於拉雪茲神父公墓。

## 作品
- 《造鐘工匠》（L' Horloger de Saint-Paul）
- 《黑色星期四》（Les Guichets du Louvre）
- 《法官與刺客》（Le Juge et l'assassin）
- 《大公路》（Le grand chemin）
- 《全屬謊言》（Rien que des mensonges）
- 《小王子曾說》（Le Petit Prince a dit）